# Enrique Nalda
Enrique Nalda Hernández (Logroño, 14 de agosto de 1936 - Ciudad de México, 14 de abril de 2010) fue un arqueólogo español. Doctor en antropología por la Universidad Nacional Autónoma de México e investigador de la Dirección de Estudios Arqueológicos del Instituto Nacional de Antropología e Historia. 
Nalda fue un especialista en Mesoamérica y particularmente en la civilización maya, fue director el proyecto Kohunlich - Dzibanché - Ichkabal. Mayista, estudió más de 25 años los vestigios arqueológicos mayas de la península de Yucatán, en especial los del estado mexicano de Quintana Roo.

## Datos biográficos
Nacido en Logroño e hijo de logroñeses,  vivió los primeros años de su vida en dicha capital Riojana. Su padre, el recaudador de Hacienda de La Rioja, fue exiliado a México debido a la guerra civil española.  Su madre, hermana, abuela paterna y demás familia materna permanecieron en Logroño hasta que su madre falleció de tuberculosis. A petición de su abuela paterna para estar cerca de su hijo, cogió un barco que la trasladó a ella y a sus dos nietos a la Ciudad de México. Es aquí donde Enrique Nalda Hernández se formó como ingeniero, antropólogo y arqueólogo, y así posteriormente como renombrado profesor en la UNAM y en la ENAH, y editor de libros y revistas arqueológicas. 
Estudió la carrera de ingeniería en la UNAM y después cursó la de antropología en la Escuela Nacional de Antropología e Historia. Al término de sus estudios se dedicó a la docencia en la misma institución en la que creó el Departamento de Investigaciones Arqueológicas.
Participó con Javier López Camacho en la creación de un atlas arqueológico nacional, que le permitió realizar en el estado de Morelos, México, un inventario de los sitios arqueológicos por medio de fotografías aéreas.  
En los años 1980, fue coordinador nacional de diversos centros del Instituto Nacional de Antropología e Historia. En la época fue también cofundador del periódico La Jornada.
En 1987, inició las excavaciones en el sitio arqueológico de Dzibanché, que fue descubierto por Thomas Gann en 1927, y a partir de eso dedicó varios años a trabajos de restauración del yacimiento hasta la apertura al público del mismo el año de 1992. Durante esos años trabajó también en el yacimiento cercano de Kohunlich y en el de Ichkabal, estableciendo varias hipótesis sobre la importancia de los tres yacimientos y de la región.
La arqueóloga e investigadora María José Con Uribe que fue directora de los proyectos de Cobá y de Xcaret, también en Quintana Roo y cercanos a los tres que había explorado Nalda, declaró que este fue

"un brillante teórico de la arqueología, controversial y polémico, con gran capacidad de análisis y comprensión de los procesos culturales de las civilizaciones antiguas. Sus investigaciones en el sur de Quintana Roo desde hace más de dos décadas fortalecieron y abrieron las puertas a la arqueología moderna en el estado. En su ‘periodo maya’, se apasionó con el trabajo de campo y conjugó finalmente el antropos con el logos".